# The Come Ons
The Come Ons es una banda de rock de Detroit (Míchigan, Estados Unidos). Se formaron en 1998 en torno a la escena del revival del garage rock en Detroit, aunque manejan influencias más allá del garage como el blues, funk y soul.
Su formación original fue como quinteto, con Deanne Iovan (The Dirtbombs, Gore Gore Girls) a la voz y bajo, Patrick Pantano (en The Paybacks y también en The Dirtbombs) a la batería, Jim Johnson a la guitarra y Ko Melina al órgano Hammond. A lo largo de su carrera han sufrido varios cambios de formación, estando actualmente formados por tres de sus fundadores en formato de power trio.
Su primera referencia es la casete autoeditada Whatcha' Got? (1999), que les abrió las puertas de la discográfica "Sympathy For The Record Industry" (SFTRI), con la que grabaron su primer sencillo ("Whatcha Got?" / "Needle In A Haystack", 2000) y sus dos primeros LP (The Come Ons, 2000 y Hip Check!, 2001), en los que mezclaron influencias de música negra como funk (han sido comparados con ESG) y sonidos Motown con rock de garage de Detroit, aunque en el segundo comienzan a introducir música de raíces estadounidense en forma de country. Ambos discos fueron producidos por Jim Diamond.
Desde entonces han publicado un buen puñado de singles en diferentes discográficas (como es habitual en estas bandas underground) y han intrpoducido algunos temas en diferentes recopilatorios o discos de tributo (Serge Gainsbourg, Blondie, Françoise Hardy o The Gun Club). Han publicado dos discos más, The Ghetto  (2004) y Stars (2006), este último en su propia discográfica: Mopop Records.

## Miembros
- Deanne Iovan: voz y bajo.
- Patrick Pantano: batería y percusiones.
- Jim Johnson: guitarra.

### Antiguos miembros
- Nate Cavalieri: órgano.
- Eddie Baranek: guitarra.
- Abbey Taylor: órgano.
- Scott Craig: órgano.
- Ko Melina: órgano Hammond, voz.

## Discografía

### Álbumes
- Whatcha' Got? (Autoeditado, 1999). Casete.
- The Come Ons (Sympathy For The Record Industry, 2000). LP y CD.
- Hip Check! (Sympathy For The Record Industry, 2001). LP y CD.
- The Ghetto  (In-Fidelity Recordings, 2004). CD.
- Stars (Mopop, 2006). CD.

### Singles y EP
- "Whatcha Got?" / "Needle In A Haystack" (Sympathy For The Record Industry, 2000).
- "Don't Tell Me" / "Grounded" + "Twine Time" (Sweet Nothing, 2002).
- Play Selections From The Serge Gainsbourg Songbook (Larsen Records, 2003). Sencillo con dos versiones de Serge Gainsbourg: "Je T'Aime ... Moi Non Plus" y "Sous Le Soleil Exactement"
- Higher (MoPop Music, 2005). EP en formato 12" con los temas "Higher", "Higher (Jim Kissling Monster Techno Thump Mix)", "Not The Man" y la versión de "I Feel Love" de Donna Summer.
- "Christmas Light Of Blue" / "Don't Forget To Feed The Reindeer" + "My Favorite Things" (MoPop Music, 2005).
- "Le Premier Bonheur du Jour" / "All Over the World" (Larsen Records, 2006). Sencillo tributo a Françoise Hardy

### Participaciones en Recopilatorios
- "Sunday Drive" en Sympathetic Sounds Of Detroit (Sympathy For The Record Industry, 2001). CD y LP.
- "Rip Her To Shreds" en How Many Bands Does It Take To Screw Up A Blondie Tribute? (Sympathy For The Record Industry, 2002, SFTRI 599). CD y doble LP de tributo a Blondie.
- "It Ain't Human" en Troy Gregory's Sybil (Fall Of Rome Records, 2002). CD.
- "Sugar Fortified" y "Dollar In My Pocket" en Ghettoblaster Vol. 2 (Motor City Brewing Works, 2002). CD.
- "Little Things Mean A Lot" en The Patty Duke Fanzine #5 2x7" (Top Quality Rock & Roll, 2003). Doble 7".
- "Hip Check" en Detroit Breakdown. The Rocked Out Motor City Music Sampler (PBS 106.7FM, 2004). CD.
- "Promise Me" en Salvo Of 24 Gunshots. Tribute To Gun Club (Unrecording Records, 2005, UR 001/2). LP y CD. Disco tributo a The Gun Club.